# Massacre de Marzabotto
Invasion de la Sicile
- Lampedusa
- Corkscrew
- Mincemeat
- Barclay
- Animals
- Chestnut
- Narcissus
- Fustian
- Ladbroke
- Gela
- Troina
- Centuripe

Invasion de l'Italie
- Baytown
- Avalanche
- Rome
- Slapstick
- Armistice de Cassibile
- Achse
- Naples
- Bombardement du Vatican
- Ligne Volturno
- Libération de la Corse
- Ligne Barbara
- Bombardement de Bari

Ligne Gustave
- Ligne Bernhardt
- Raincoat
- San Pietro Infine
- Rivière Moro
- Ortona
- Rivière Rapido
- Monte Cassino
- Shingle
- Cisterna
- Diadem
- Strangle
- Ligne Trasimene
- Libération de Rome
- Ancône
- Brassard

Ligne gothique
- Rimini
- Saint-Marin
- Gemmano
- Montecieco
- Monte Castello
- Garfagnana

Offensive du printemps 1945
- Tombola
- Bowler
- Roast
- Bologne
- Argenta Gap
- Herring
- Collecchio

Guerre civile italienne
Le massacre de Marzabotto (en italien strage di Marzabotto) est un massacre perpétré entre le 29 septembre et le 5 octobre 1944 en Italie, par les Waffen-SS de la 16e Panzergrenadierdivision SS Reichsführer-SS menée par le commandant Walter Reder en Émilie-Romagne près de Bologne. Il a fait au moins 770 victimes, et est le plus meurtrier sur le front de l'Ouest par les Waffen-SS. Il est aussi à date la tuerie la plus meurtrière en Italie.

## Histoire
C'est au-dessus de la plaine sur les contreforts des Apennins, dans les bourgs de Marzabotto, Monzuno et de Grizzana Morandi que se déroula le massacre. On rapporte 955 à 1839 morts ; c'est le massacre de civils le plus meurtrier perpétré par les Nazis en Europe occidentale. En italien il est le plus souvent appelé « strage di Marzabotto » ou « eccidio di Monte Sole » (soit « massacre de Monte Sole »).
Le documentaire de Frédéric Rossif, De Nuremberg à Nuremberg, fait état de témoignages attestant du massacre, rapportant des cas d'enfants jetés vivants dans les flammes ou de nouveau-nés décapités.
Parmi les victimes, 45 avaient moins de 2 ans, 110 moins de 10, 95 moins de 16. 142 avaient plus de 60 ans. Il y avait 316 femmes et 5 prêtres.
Jugé et condamné à la prison à vie en 1951, Walter Reder obtient une libération anticipée en 1984 et décède en Autriche en 1991. En 2007, le tribunal militaire de La Spezia a condamné par contumace à la prison à vie dix accusés pour les événements de Monte Sole.

## Filmographie
- L'uomo Che Verrà réalisé par Giorgio Diritti, sorti en Italie en 2009, mais non encore distribué en France, raconte l'histoire de la vie des habitants de la région quelques jours avant et pendant le massacre de Marzabotto. Ce film a reçu de nombreuses récompenses. On retrouve notamment Raffaele Zabban dans le rôle de Giovanni Fornasini, le prêtre martyr de Monte Sole, assassiné puis décapité le 13 octobre 1944, et dont le corps a été retrouvé à la fin de l'hiver 1944.

## Littérature
- Philippe Collin, Sébastien Goethals, Le Voyage de Marcel Grob, Futuropolis (bande dessinée)

### Sources et bibliographie
- Jack Olsen ; Silence sur le Monte Sole ; 1968